# Meskwaki jezik
Meskwaki jezik (ISO 639-3: sac), jezik Indijanaca Sac i Fox, centralna podskupina porodice algonkinskih jezika, kojim govori 250 ljudi (2001 I. Goddard) na rezervatu Sac and Fox u Nebraski i Kansasu i u Oklahomi u Sjedinjenim Državama.
Njime se danas služe poglavito odrasle i starije osobe. Srodan je s kickapoo; piše se latinicom. Dijalekti sac i fox.

## Vanjske poveznice
- Ethnologue (14th)
- Ethnologue (15th)